# Смородинка (Кизильский район)
Смородинка — посёлок в Кизильском районе Челябинской области. Входит в состав Уральского сельского поселения.

## География
Расположен в юго-западной части района, на берегу реки Смородинки (отсюда назв.). Расстояние до районного центра, села Кизильское, 11 км.

## История
Поселок основан в начале 1930-х годов..

## Население
| 2002 | 2010 |
| ---- | ---- |
| 295  | ↘278 |

(в 1937 — 63, в 1956 — 181, в 1959 — 222, в 1966 — 325, в 1970 — 318, в 1983 — 243, в 1995 — 313)

## Улицы
- Молодежная улица
- Центральная улица
- Юбилейная улица